# Кети Диридауа
Кети Диридауа (на гръцки: Καίτη Ντιριντάουα) е гръцка актриса от XX век.

## Биография
Родена е в 1921 година в македонския град Солун, Гърция, като Екатерини Иконому (Αικατερίνη Οικονόμου). Учи танци в училищата на Соня Морианова и Ели Зуруди. Дебютира с Мандра на Атик, а след това в началото на окупацията в годините на Втората световна война играе в театъра на Андреас Македос. Псевдонимът ѝ идва от етиопския град Дире Дава.
Участва в съпротивата и е осъдена от германците на три години затвор. Лежи на Макронисос, после на Хиос и на Трикери.
Играе в театъра до 1966 година. Умира от инфаркт на 9 февруари 1996 година.